# Kaulquappe

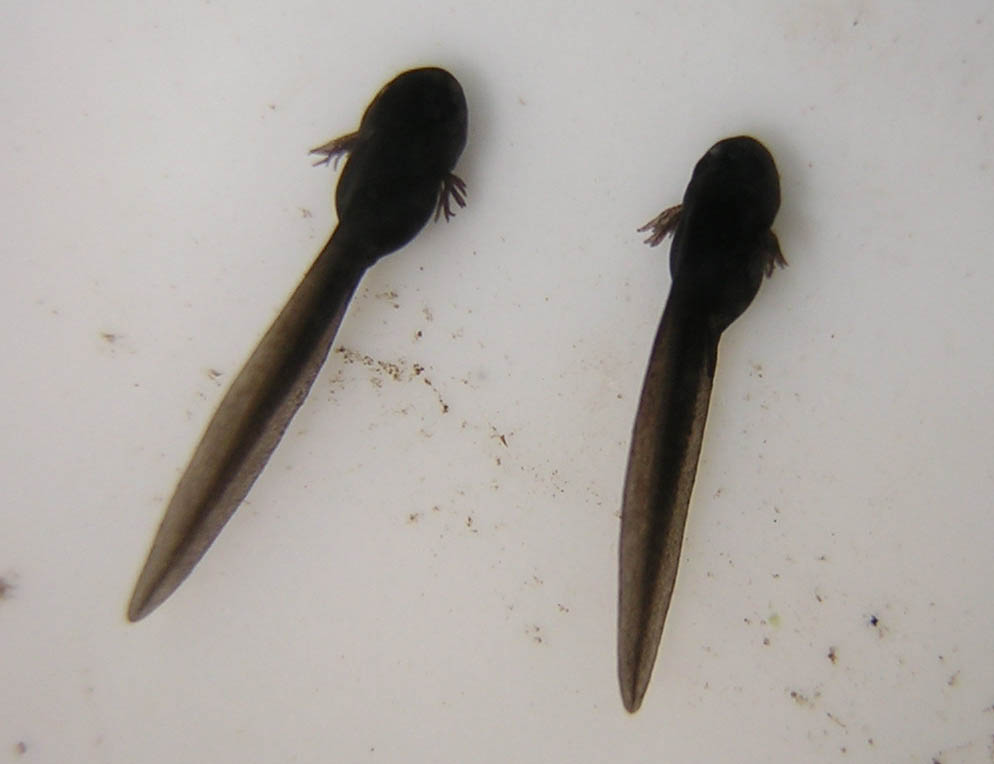
Junge Kaulquappen, 10 Tage nach dem Schlupf (ca. Gosner-Stadium 23; in der weiteren Entwicklung werden die hier noch sichtbaren Außenkiemen von einer Hautfalte überwachsen)

Kaulquappen sind nachembryonale Entwicklungsstadien – die Larven – der Froschlurche. Larven der Schwanzlurche werden nicht so genannt. Bei vielen Arten erfolgt diese Phase aquatil, also freischwimmend in einem Gewässer (indirekte Entwicklung). Diese Wasseransammlungen können auch sehr kleine Phytotelmata wie bei Bromelien oder Kannenpflanzen sein. Es gibt jedoch auch Sonderformen der Brutpflege (siehe unten). Bei verschiedenen Gruppen, wie den Papua-Engmaulfröschen oder den Strabomantidae, erfolgt eine direkte Entwicklung innerhalb der Eier bis hin zum fertigen Jungfrosch.

## Gestaltwandel der Kaulquappe

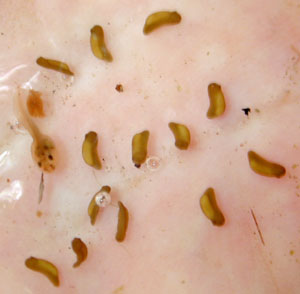
Mehrere Embryonen und eine geschlüpfte Kaulquappe des japanischen Frosches Glandirana (Rana) rugosa

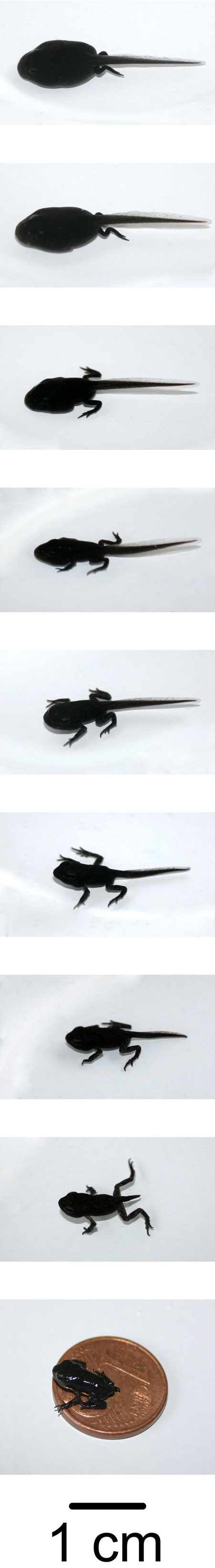
Entwicklungsstufen einer älteren Kaulquappe hin zur Erdkröte (ca. Gosnerstadien 38 bis 46)

Nach der Befruchtung des Amphibien-Laiches dauert die Embryonalentwicklung der Zygote je nach Art und Umgebungstemperatur nur einen Tag oder mehrere Wochen; beim Grasfrosch in Mitteleuropa beispielsweise 10 bis 14 Tage, manchmal aber auch drei bis vier Wochen. Dann schlüpft die Larve aus der gallertigen Eihülle. Dabei hilft ihr ein Enzym, das die Gallertschicht auflöst; außerdem bewegt sich der Schlüpfling sehr heftig während dieses Vorganges. Die kleine Kaulquappe hat zunächst an jeder Kopfseite drei äußere Kiemen-Büschel, außerdem einen Ruderschwanz mit Flossensaum. Mit Hilfe von Haftorganen im Mundbereich hängt sie sich an der alten Gallerthülle fest, später an Pflanzen, Ästen oder Steinen, und zehrt von ihrem Eidottervorrat am Bauch.
Nach der mehrere Tage dauernden Anheftungsphase öffnet sich das bis dahin schlitzförmige Maul, der Ruderschwanz vergrößert sich und bekommt breitere Hautsäume. Die Kiemen sind nun von einer Hautfalte (Opercularfalte) überwachsen, also innen liegend. Über das so genannte Spiraculum (Atemloch) an der linken Körperseite (bei den Arten der Archaeobatrachia unten am Bauch) findet der Gasaustausch mit der Umgebung statt. Die Larve ist jetzt schwimmfähig und nimmt aktiv Nahrung auf. Mit Hornkiefern und Lippenzähnchen am Mundfeld (vergleiche Abbildung unten) weidet sie Grünalgen, Bakterien, Kieselalgen und andere einzellige Mikroorganismen sowie organisches Schweb- und Sedimentmaterial (Detritus oder auch Pollen) von Steinen, Wasserpflanzen und der Wasseroberfläche ab. Insbesondere ältere Kaulquappen nehmen neben pflanzlicher Kost auch tierische Nahrung auf, darunter verendete Artgenossen oder den Laich der eigenen Art und anderer Lurche.

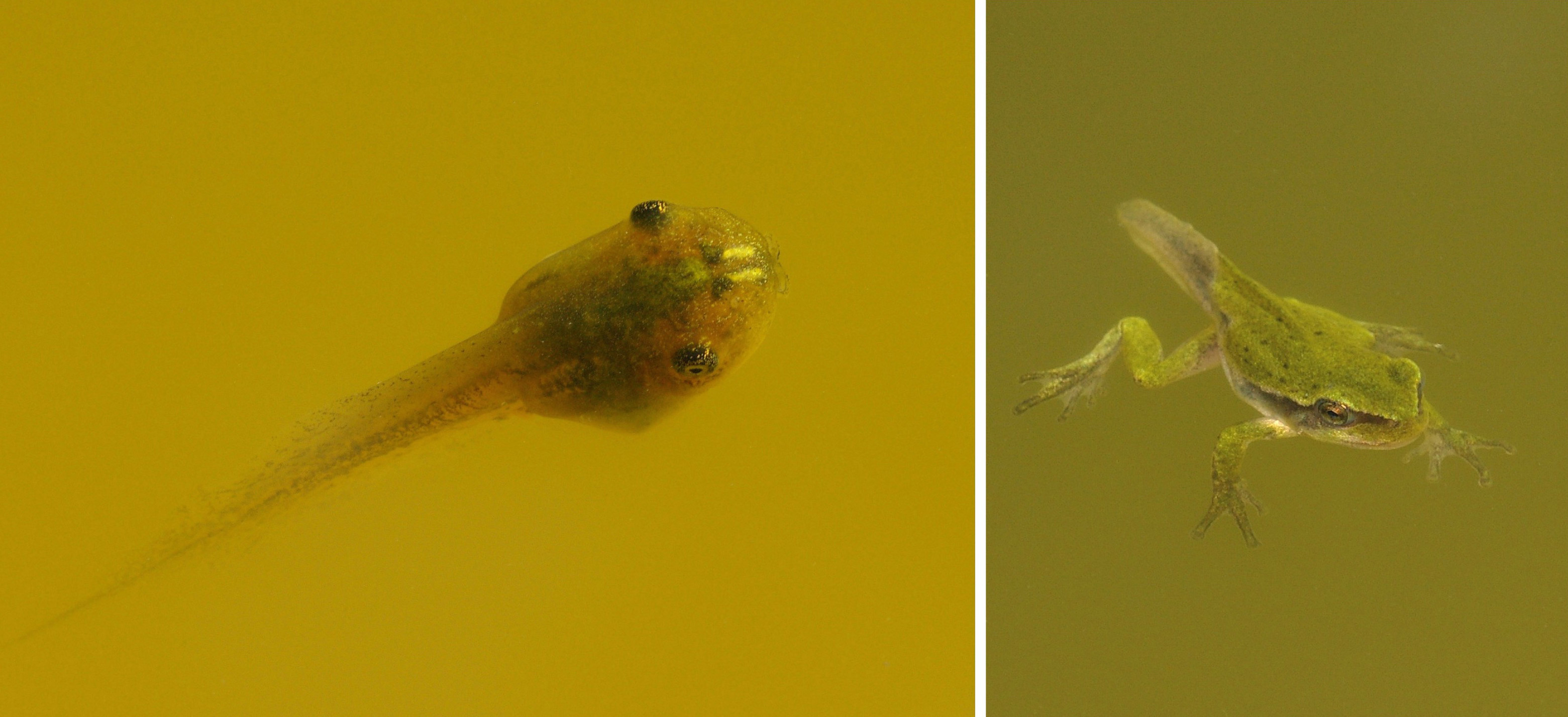
Verschiedene Entwicklungsstadien von Kaulquappen des Laubfrosches (Näheres in der Bildbeschreibung)

Später bilden sich die zwei Extremitätenpaare, wobei zunächst die Hinterbeine, erst Tage später die in der Kiementasche gewachsenen Vorderbeine äußerlich sichtbar werden (bei Schwanzlurch-Larven ist die Reihenfolge umgekehrt).
Die Endphase des Larvendaseins ist vom Durchbruch der Vorderbeine, der schrittweisen Rückbildung des Ruderschwanzes, der Umformung des Maules und des Verdauungskanals, der Entwicklung von Lungen und gleichzeitigen Rückbildung der Kiemen, der Entstehung von Augenlidern und Trommelfellen und einem allgemeinen Gestaltwandel geprägt. Nur diese Phase zwischen der Bildung der Extremitäten und dem Landgang wird als Metamorphose bezeichnet, wofür der Gestaltwandel der Froschlurche ein klassisches Beispiel ist. Je nach Art erreichen Kaulquappen zum Schluss sehr unterschiedliche Körpergrößen – beim bereits erwähnten Grasfrosch sind es etwa 40 bis 46 Millimeter (selten bis 70 mm). Die Larven der Knoblauchkröte können 10 Zentimeter, im Extremfall sogar über 18 Zentimeter lang werden.
Zoologen unterscheiden bei der Entwicklung vom Froschlurch-Ei bis zur Vollendung der Metamorphose (Landgang) 46 durchnummerierte Reifestadien nach der sogenannten Gosner-Tafel. Diese wurde 1960 publiziert und auf Grundlage der Entwicklung des Krallenfrosches Xenopus laevis angefertigt. Dabei werden im Einzelnen 25 Entwicklungsstufen der Embryonalphase und anschließend 21 Larvenstadien definiert und bildlich dargestellt.
Schließlich verlässt der kleine Jungfrosch bzw. die Jungkröte das Wasser, wobei oft noch ein kleiner Schwanzstummel vorhanden ist, der aber nach kurzer Zeit verschwindet. Das Tier ernährt sich nun von kleinen Wirbellosen wie Fliegen, Mücken und Würmern und ist damit zum reinen „Fleischfresser“ geworden. Die zunächst noch etwas fischartige Gestalt weicht immer mehr den Zügen eines Froschlurches. Nach spätestens drei Jahren Landleben erreicht ein Grasfrosch die Geschlechtsreife (bei anderen Arten geht es teilweise auch schneller). Dann kehrt er im Frühjahr zur Paarung wieder in sein Geburtsgewässer zurück und sorgt selbst für neue Kaulquappen.

## Entwicklungsdauer
Die Dauer der Entwicklung von der Kaulquappe zum metamorphosierten Froschlurch hängt von der jeweiligen Art und den Umweltbedingungen ab, hierbei besonders von der Umgebungstemperatur. Bei Grasfrosch-Kaulquappen und vielen anderen Arten in Mitteleuropa sind es normalerweise etwa zehn bis zwölf Wochen. Kaulquappen aus Laich, der Anfang April abgelegt wurde, verlassen dann also etwa Mitte bis Ende Juni den Weiher.
Manche spätlaichende Arten überwintern auch als Larven im Gewässer und vollenden erst im folgenden Jahr die Metamorphose (dann entsteht meist ein Riesenwuchs, der aber auch hormonbedingt sein kann).
„Rekordhalter“ mit der kürzesten Larvenphase sind einige Arten der Amerikanischen Schaufelfußkröten mit im Extremfall nur zwölf Tagen. Aber auch bei der in Mitteleuropa heimischen Kreuzkröte wurde schon einmal eine Entwicklungsdauer von lediglich 17 Tagen bis zur Jungkröte beobachtet.
Auf der anderen Seite gibt es Arten, bei denen die aquatische Kaulquappenphase mehrere Jahre dauert, beispielsweise beim Nordamerikanischen Ochsenfrosch zwei bis drei Jahre. Auch die Larven einiger anderer Arten bleiben manchmal jahrelang in diesem Zustand – man spricht von temporärer Neotenie (die bei Schwanzlurchen allerdings häufiger vorkommt und auch permanent sein kann).

## Besondere Fälle von Brutpflege

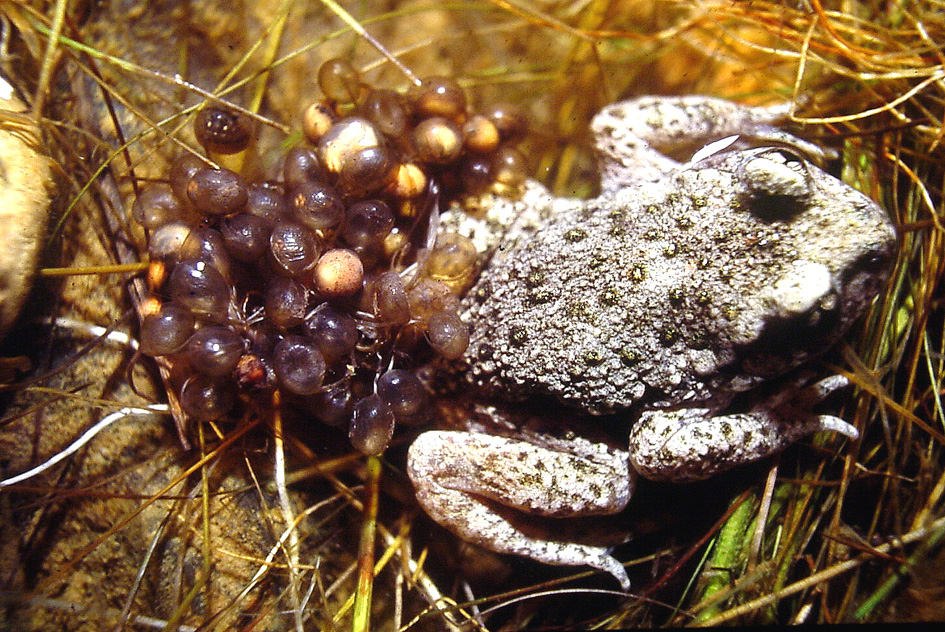
Männliche Geburtshelferkröte (Alytes obstetricans) mit schlupfreifem Laich

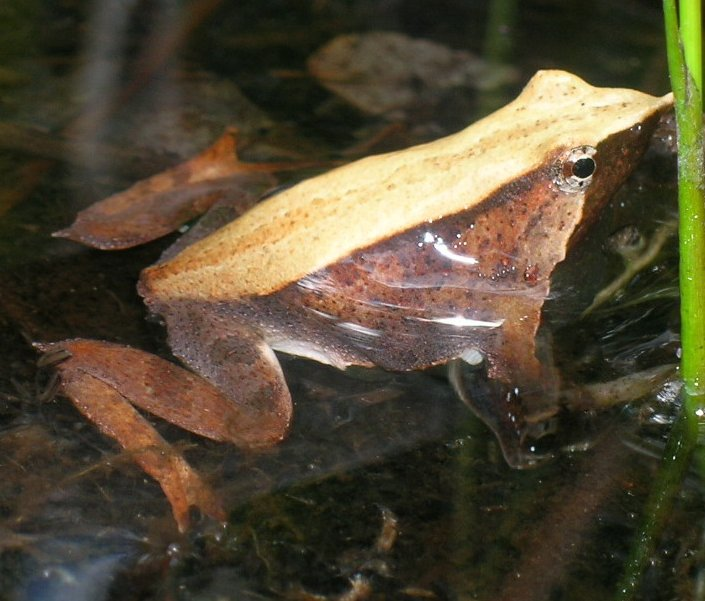
Ein Darwin-Nasenfrosch

Bei den Geburtshelferkröten verkürzt sich die aquatische Phase der Larven dadurch, dass die Männchen die Eier um die Hinterbeine gewunden mit sich herumtragen und schließlich relativ weit entwickelte Kaulquappen ins Wasser entlassen.
Einige Seychellenfrösche (Familie Sooglossidae) legen Eier in kleinen Gallerthaufen an Land ab, wo sie vom Männchen mehrere Tage bewacht werden. Wenn die Larven schlüpfen, kriechen sie auf den Rücken des Vaters, haften dort fest und werden mit herumgetragen. Die weitere Zeit bis zur Metamorphose zehren sie nur vom Dottervorrat aus dem Ei.
Ein bizarres Beispiel für ungewöhnliche Formen der Brutpflege und Larvenentwicklung bei Amphibien waren die kleinen, erst seit 1972 bekannten, inzwischen jedoch als ausgestorben geltenden Magenbrüterfrösche (Gattung Rheobatrachus) aus Ostaustralien: Die Weibchen nahmen befruchtete Eier (evtl. junge Larven) mit dem Maul auf, verschluckten sie und spuckten nach mehreren Wochen Entwicklungszeit „fertige“ Jungfrösche aus. Hier wurde der Magen quasi zu einem Uterus umfunktioniert, in dem die Kaulquappen heranwuchsen; ein Larvengewässer wurde nicht benötigt.
Ähnlich verhält es sich beim chilenischen Darwin-Nasenfrosch (Rhinoderma darwinii): Es ist allerdings das Männchen, das die befruchteten Eier in seinen Kehlsack aufnimmt. Die Kaulquappen schlüpfen dort, werden durch ein zähflüssiges Sekret, das vor Ort gebildet wird, ernährt und verlassen schließlich als umgewandelte Frösche das Innere des Vaters durch das Maul.
Nicht minder erstaunlich ist das Fortpflanzungsverhalten der Wabenkröten (Gattung Pipa): Beim Paarungsakt schwimmen die Kröten „Loopings“, so dass die ins Wasser abgegebenen Eier auf dem Rücken des Weibchens landen. Dort werden sie vom Männchen mit den Hinterfüßen festgetreten. Mit der Zeit umschließt die Rückenhaut des Weibchens jedes einzelne Ei mit einer Wabe. In diesen Kammern wachsen dann die Kaulquappen heran. Allerdings befindet sich das Weibchen währenddessen in einem Gewässer.
Beim erst im Jahr 2005 entdeckten und drei Jahre später beschriebenen panamaischen Fransenzehen-Laubfrosch Ecnomiohyla rabborum füttert das Männchen die in einer wassergefüllten Baumhöhlung herangewachsenen Kaulquappen offenbar mit Stückchen seiner Haut.
Manche Arten, beispielsweise aus der Familie Neuseeländische Urfrösche (Leiopelmatidae), verzichten auf die so genannte indirekte Larvenentwicklung, also die freie Larvenphase im Wasser, indem sie ihre Eier an Land deponieren. Dort vollzieht sich dann die embryonale und larvale Entwicklung innerhalb der Eihüllen – es schlüpfen daraus schließlich die fertigen Frösche. Eine ganze Reihe weiterer Froschlurche verfährt ebenfalls so.
Bei der Baumsteiger-Gattung Dendrobates werden die an Land deponierten Gelege von einem Elterntier feuchtgehalten. Nach dem Schlüpfen erfolgt ein Transport der Kaulquappen auf dem Rücken der Eltern zu einer geeigneten Wasseransammlung. Hier sind sie dann sich selbst überlassen. Bei der Gattung Oophaga (z. B. Erdbeerfröschchen) werden die Larven einzeln in Wasseransammlungen wie etwa in Blattachseln von Bromelien oder Bananen transportiert. Das Weibchen sucht diese im Abstand von wenigen Tagen immer wieder auf. Es setzt sich dann in die Wasseransammlung und wird durch Schlängelbewegungen der Kaulquappe dazu angeregt, einzelne Nähreier abzugeben. Von diesen ernährt sich die Larve ausschließlich.
Das direkte Lebendgebären ist bei Amphibien eine seltene Ausnahme. Unter den Froschlurchen sind in diesem Zusammenhang nur die winzigen lebendgebärenden Kröten der Gattungen Nectophrynoides (Hochland von Tansania) und Nimbaphrynoides (Westafrika) zu erwähnen. Diese bringen fertig entwickelte Jungkröten zur Welt. Ihre Larvenentwicklung haben sie zuvor innerhalb der Gebärmutter des Weibchens durchlaufen.

## Gefahren für die Kaulquappe

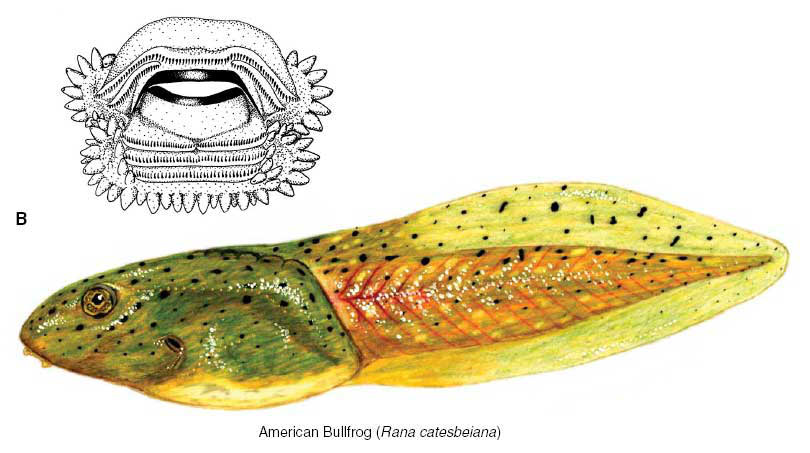
Kaulquappe des Nordamerikanischen Ochsenfrosches. Oben das für die Artbestimmung bedeutsame Mundfeld, das aus Hornkiefern, mehrzähligen Ober- und Unterlippenzahnreihen in arttypischer Anordnung sowie Mundrandpapillen als äußerem Saum besteht

Amphibien sind in jedem Abschnitt ihrer Entwicklung von zahlreichen Fressfeinden bedroht. Dem Laich und den Kaulquappen stellen insbesondere Fische (so genannte Raubfische, aber auch Friedfische), Molche, Wasservögel, Wasserwanzen und Insektenlarven nach, beispielsweise die von Libellen oder des Gelbrandkäfers.
Wirklich gefährdet sind Kaulquappen-Bestände aber vor allem durch Eingriffe des Menschen:
- Das Trockenlegen von Feuchtgebieten und Zuschütten von Gewässern zerstört ihren Lebensraum.
- Der Eintrag von Dünger, Pestiziden und anderen Schadstoffen in die Gewässer kann zu Missbildungen und Vergiftungen führen. Außerdem kann dies die Verlandung des Gewässers beschleunigen.
- Das Einsetzen von Fischen in kleine Tümpel und Weiher hat die Ausrottung der Amphibien dort zur Folge.
- Aus Fischbrut-Teichen werden Amphibienlaich und -larven oft in dem Glauben entfernt, die Kaulquappen könnten Nahrungskonkurrenten der Jungfische sein. Dies trifft jedoch nicht zu, unter anderem, weil sich Fische kaum von Algenaufwuchs und Detritus ernähren.

(Zu den Gefahren für umgewandelte und erwachsene Lurche siehe beispielsweise: Amphibien.)

## Wortherkunft (Etymologie)
Das mittelniederdeutsche quappe, quabbe bedeutet wahrscheinlich „schleimiger Klumpen, wabbeliges Tier, Froschlaich“ und gehört damit zur Wortgruppe „quabbeln, wabbeln, schwabbeln“. Es gibt zudem einen gleich geschriebenen Knochenfisch (Quappe) aus der Familie der Quappen.
Der Wortteil Kaul- bedeutet „Kugel, dicker Kopf“, abgeleitet vom Früh-Neuhochdeutschen Kaule (siehe auch: Kaulbarsch, Kaulkopf [= Groppe] und das sächsische Gericht Quarkkäulchen).
In der Schweiz sind sie unter Rossnagel, Rosskopf oder Rossgrind (Grind ist ein Wort für Kopf) bekannt. Sie erinnerten wohl an die Nägel, die Pferden an die Hufen geschlagen wurden. Ross wird – in der Schweiz – zu Pferd bevorzugt.